# ABXP
ABXP, ångbåtspostexpeditionen (szwedz. placówka pocztowa na pokładzie parowca) – skrót występujący od połowy XIX wieku na stemplach pokładowych urzędów pocztowych w Szwecji. Skrót poprzedza numer określający trasę obsługiwaną przez statek.